# Monumento a Juan Bautista Alberdi
El Monumento a Juan Bautista Alberdi se trata de un conjunto escultórico realizado por Lola Mora en homenaje a Juan Bautista Alberdi, padre de la Constitución Nacional Argentina, elaborado en mármol de carrara y placas de ónix de San Luis. Desde su inauguración en 1904, se encuentra en la ciudad capital de Tucumán, presidiendo la plaza que lleva el nombre del prócer.
El monumento conmemorativo está conformado por la estatua de Alberdi, alegorías de la República y de la Música, y un ángel niño o putti. Actualmente posee un techo que lo protege de la intemperie.

## Historia
En 1889, la provincia de Tucumán promulga una ley que disponía erigir una estatua del destacado prócer Juan Bautista Alberdi, en la plaza homónima. El proyecto no fue concretado sino hasta 1900, cuando el gobernador Próspero Mena designó una comisión que se encargaría de contactar con la escultora argentina Lola Mora, quien se encontraba en Roma cuando recibió con entusiasmo el encargo. Para este y otros trabajos, retornó ese mismo año por primera vez a su país desde que comenzó su formación artística en Europa.
Durante 4 años, la escultora realizó los trabajos en Roma con las disposiciones de la comisión designada para llevar adelante el proyecto: el monumento debía tener una elevación aproximada de 9 metros, con la estatua de Alberdi en mármol de carrara y su pedestal de 3 metros en ónix de San Luis (materiales de gran calidad), una figura alegórica de la República y otras estatuas simbólicas. La técnica de trabajo empleada consistió en modelar las obras en arcilla, pasadas posteriormente al yeso en su tamaño natural, y luego ejecutadas en mármol de la mano de expertos trabajadores en talleres especializados en Roma, bajo la supervisión de la artista. Esta actitud fue corriente en los escultores monumentalistas de la época.
Para cuando las obras ya estaban avanzadas, comenzaron a retrasarse los pagos que el gobierno de Tucumán debería haber girado a Italia en las fechas estipuladas en el contrato. Como ya poseía gran prestigio como artista en Europa, Lola Mora hizo llegar a la prensa de su provincia natal artículos provenientes de importantes diarios italianos que elogiaban su trabajo, como así también fotografías del monumento avanzado, dejando asentado el cumplimiento del encargo por su parte. Así fue como la prensa de Tucumán se encargó de evidenciar la indiferencia del gobierno y de la comisión con respecto al pago de los honorarios de una obra de tal envergadura.
Finalmente, la legislatura llevó a cabo un proyecto de ley que promulgaba la contribución por parte de la Nación con el gobierno de Tucumán para poder finalizar el pago del monumento, ya instalado en la Plaza Alberdi. Incluso, en demostración de cuán abnegada estaba a su trabajo y hacia su provincia a pesar de lo ocurrido, la escultora diseñó además la placa de bronce que las escuelas fiscales de la provincia colocarían en el pedestal de la estatua del prócer el día de la inauguración. Solo fue costeada la fundición, realizada en Buenos Aires.

### La figura de Alberdi
Juan Bautista Alberdi tuvo un papel fundamental en la conformación del estado argentino. Autor de Bases para la organización política de la Confederación Argentina, escrito en 1852, dejó con esta obra un tratado completo de derecho público americano que fue después base y “borrador” de la Constitución Nacional Argentina de 1853.
Fue un distinguido jurisconsulto y publicista en San Miguel de Tucumán, completó sus estudios en Buenos Aires, realizando diversas publicaciones y desarrollando una importante actividad política, cultural y social. También estuvo muy ligado a la música, inclinación que se destacó en su monumento con una alegoría. Llegó a ser un distinguido pianista.
Vivió en Montevideo, luego en Europa. En su regreso a América pasó por Brasil y Chile, lugares en los que escribió y ejerció como abogado. Tuvo cargos políticos en Europa, desde donde tuvo disensiones con las repúblicas del Plata, Domingo F. Sarmiento incluso lo acusa públicamente de traidor a la Patria.
En 1880 regresó a Buenos Aires al ser elegido senador por Tucumán, y al año siguiente fue candidato del gobierno nacional para desempeñar la legación argentina en Francia, pero fue duramente atacado por la prensa, por lo que decidió mudarse definitivamente a Europa hasta su fallecimiento en 1884.

## Descripción
La figura de Alberdi fue concebida con claridad y originalidad en el monumento, destacándose las oposiciones de texturas propias que presentan las obras de la artista. El uso de las distintas herramientas de trabajo se puede percibir en los trazos expresivos.
El planteo compositivo es clásico piramidal, con un basamento que sugiere cierto barroquismo en algunos detalles de roleos ampulosos. Tanto la concepción general como la movilidad del grupo escultórico están acompañadas por el diseño de la base en mármol y placas de ónix, dotándolo de graderías y sustento armónico.
La estatua de Alberdi, representado firmemente de pie con los brazos cruzados sobre el pecho y la cabeza gacha, corona la obra con una actitud meditabunda. A sus espaldas, se encuentra una réplica en mármol de un sillón estilo italiano, esculpido con tal lujo de detalles que presenta en su diseño las tallas y molduras propias del mueble original. El virtuosismo técnico de Lola Mora también se evidencia claramente en los pormenores de la vestimenta en la figura de Alberdi: los bordados de las medias están cuidadosamente dibujados, al igual que los restantes paños se encuentran bien diferenciados unos de otros. Estos detalles no pueden ser percibidos a simple vista por el espectador en una posición habitual, sino únicamente desde un ángulo cercano a la escultura principal.
Hacia la derecha con la mirada puesta en el prócer, se encuentra la alegoría de la República, bajo las formas de una esbelta joven vestida con paños. La figura sube a las gradas para ofrecerle una pluma (actualmente desaparecida) y un libro abierto en la otra mano. Alude a su obra capital Las bases, título presentado en la inscripción del lomo. Detrás del pedestal, en actitud sedente y apoyada sobre una lira, se encuentra otra figura femenina representando a la música, haciendo énfasis en la conocida veta artística del homenajeado, quien fue compositor y ejecutante.
Para completar el conjunto, en el ángulo opuesto al de la alegoría de la música, se encuentra un putti arrodillado en una pose agraciada, acentuada por el gesto risueño e infantil de su rostro.  

## Restauración
La primera restauración conservativa e integral del monumento fue entre 1991 y 1994, conducida por la escultora y restauradora Beatriz Cazzaniga, que intervino junto a dos expertos italianos del Istituto Centrale del Restauro de Roma. Fue organizada a partir de un convenio entre la Municipalidad de San Miguel de Tucumán y la Universidad Nacional de Tucumán. Para ese entonces, los dedos de la mano derecha de la figura alegórica de la República y la pluma que ofrecía a Alberdi, habían desaparecido. En esta restauración, se incluyeron los dedos, aunque al poco tiempo volvieron a caerse. La pluma de escritura nunca fue hallada.En el año 2013, comenzó una nueva revisión de la obra, dirigida una vez más por Beatriz Cazzaniga, frente a un equipo de 10 asistentes especializados.

Estamos haciendo una revisión de lo que hicimos años anteriores, revisando fisuras y manchas. Hay una serie de gráficos comparativos que muestran los cambios, porque el medio ambiente sigue actuando y aparecen otros problemas, como sismos, maloja o vandalismo. La suma de todos ellos puede ser degradante no solo en la superficie sino también en estructura.
Beatriz Cazzaniga (2013)

La tarea de restauración fue un trabajo interdisciplinario que involucró estudios petrográficos, químicos orgánicos e inorgánicos, como así también biológicos, por lo que el monumento fue aislado por una doble media sombra en su parte techada. A su vez, cada una de las esculturas que lo componen, fueron envueltas cuidadosamente en capas de algodón para luego ser cubiertas con grueso polietileno.
La finalidad de aquella tarea fue sanear la obra, pero también demorar la muerte del material, ya que para la restauradora, el mármol de carrara de excelente calidad con el que fueron concebidas las esculturas, no es apto para la intemperie. Cazzaniga propuso alternativas de solución a problemas que podrían presentarse a futuro, eliminando microorganismos, realizando  una limpieza general, y revisando todo el estucado, hasta que finalmente procedió a aplicar protectivos en todo el monumento.

## Galería

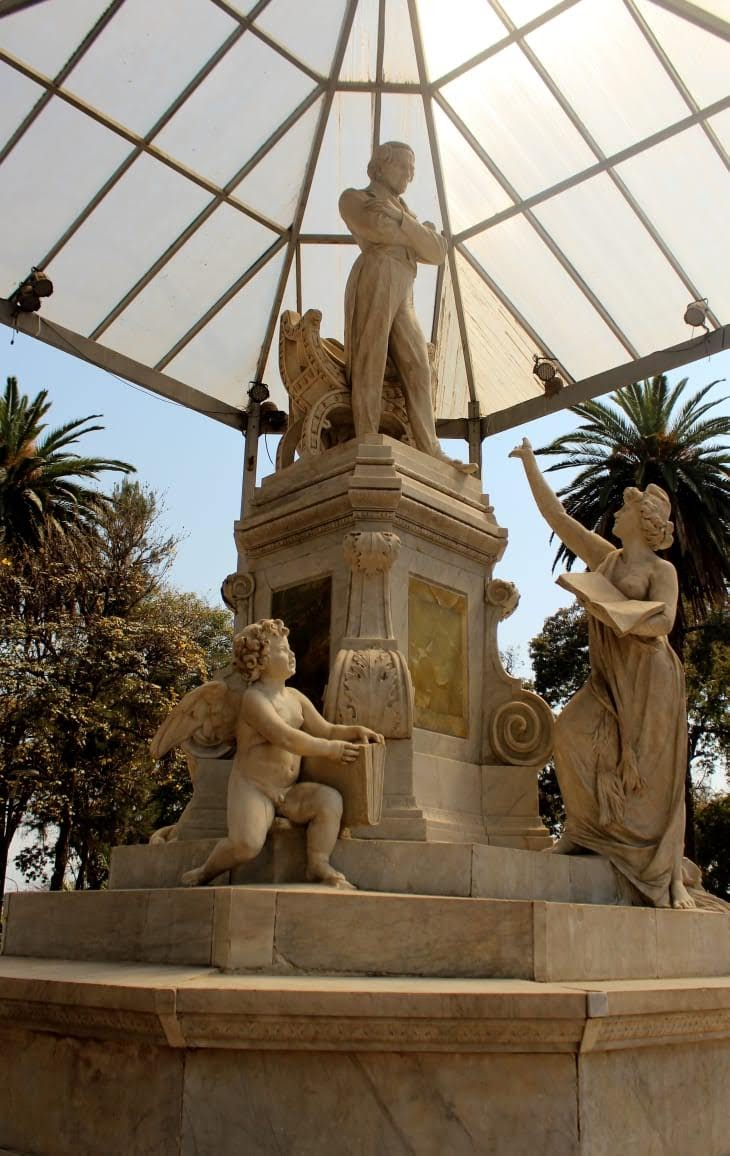
Monumento a Alberdi
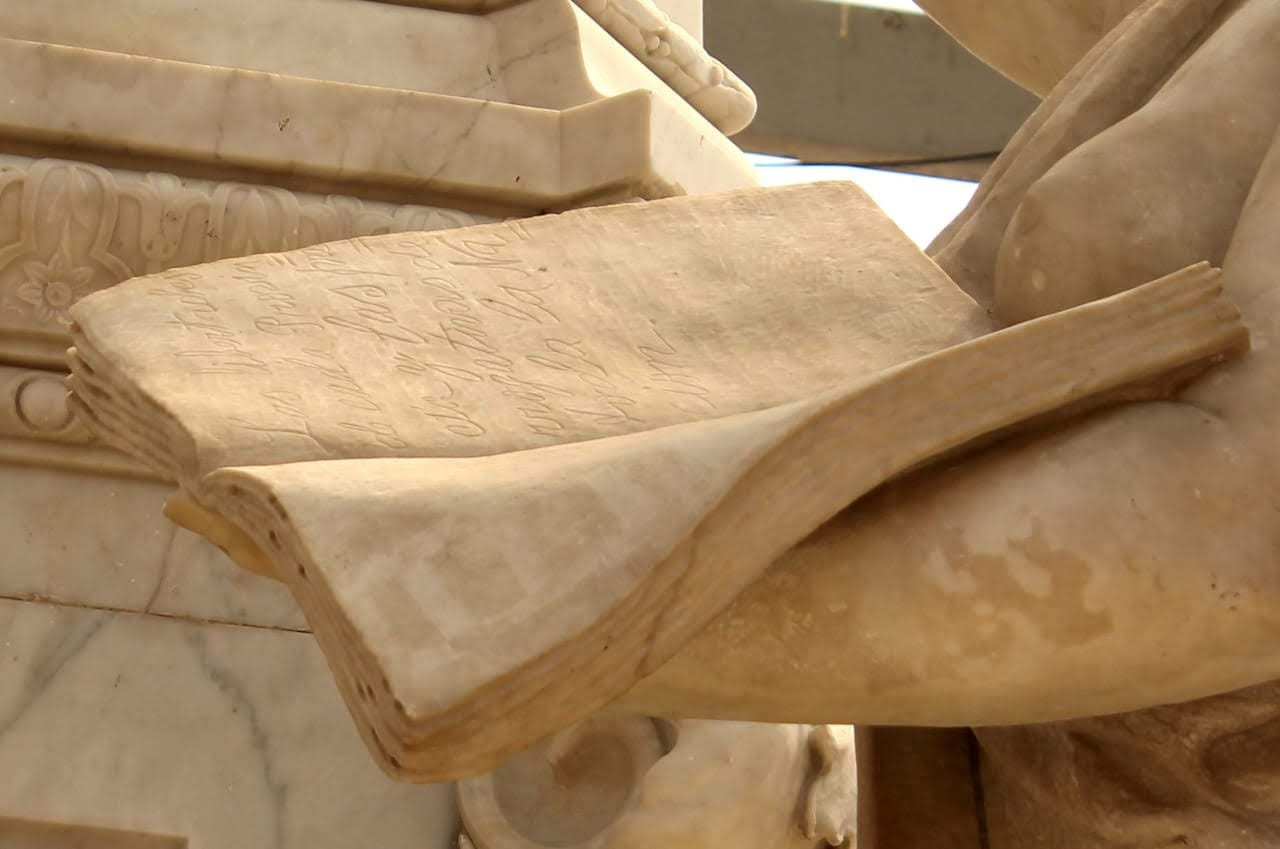
Detalle de Las Bases - Alegoría de la República
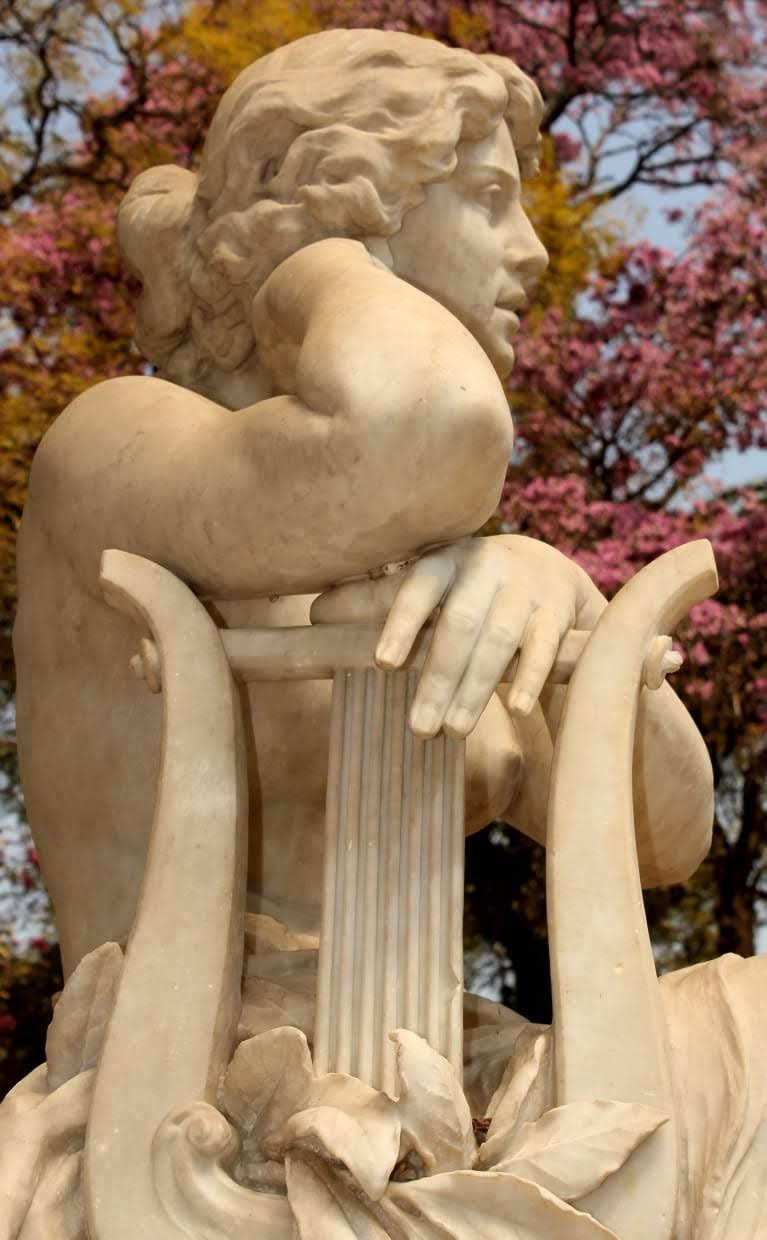
Alegoría de la Música
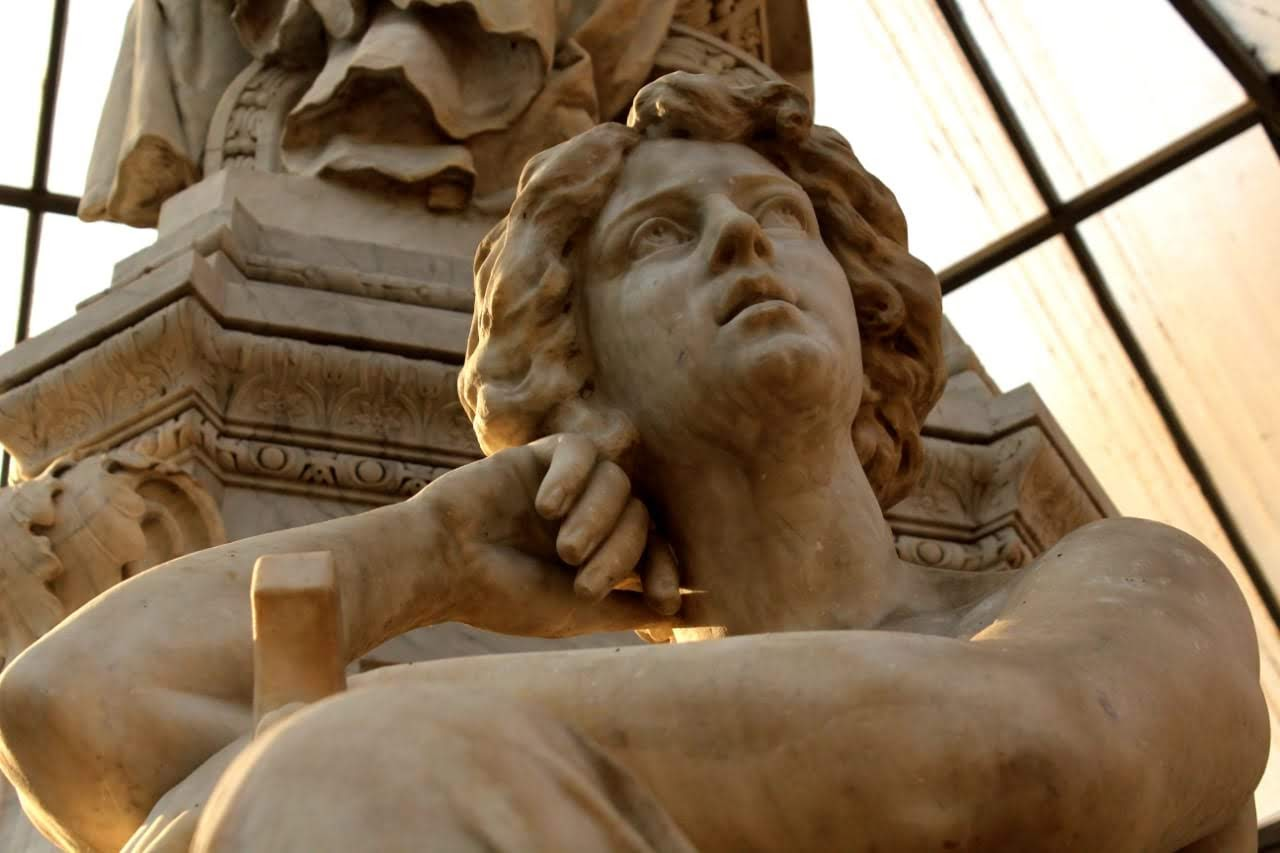
Detalle - Alegoría de la Música
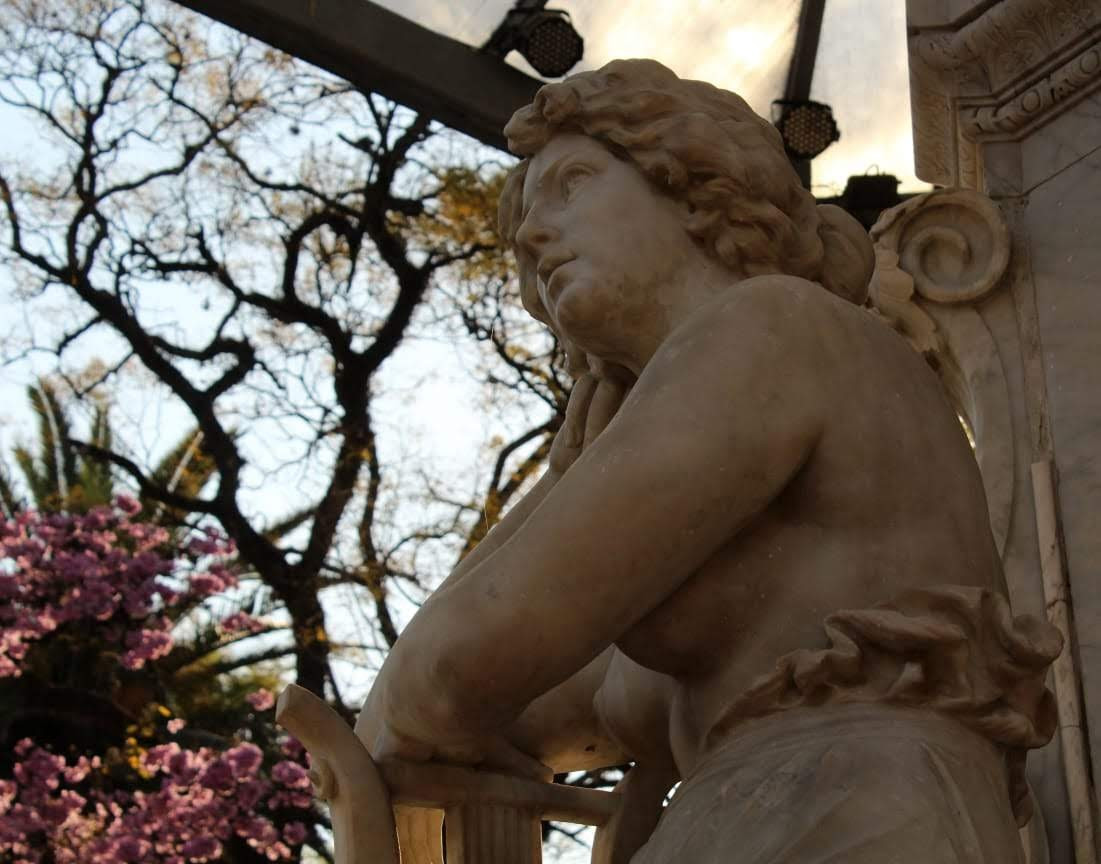
Detalle - Alegoría de la Música
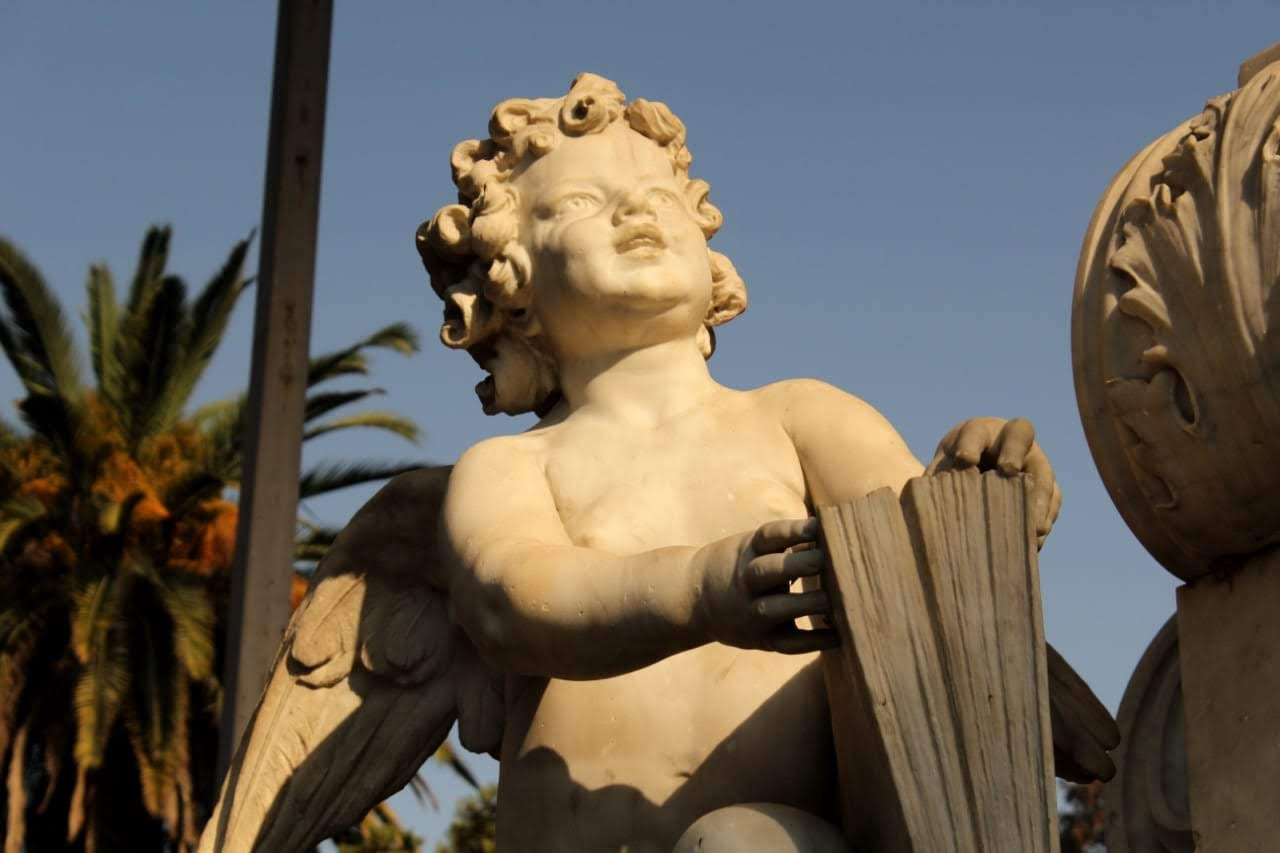
Detalle - Putti
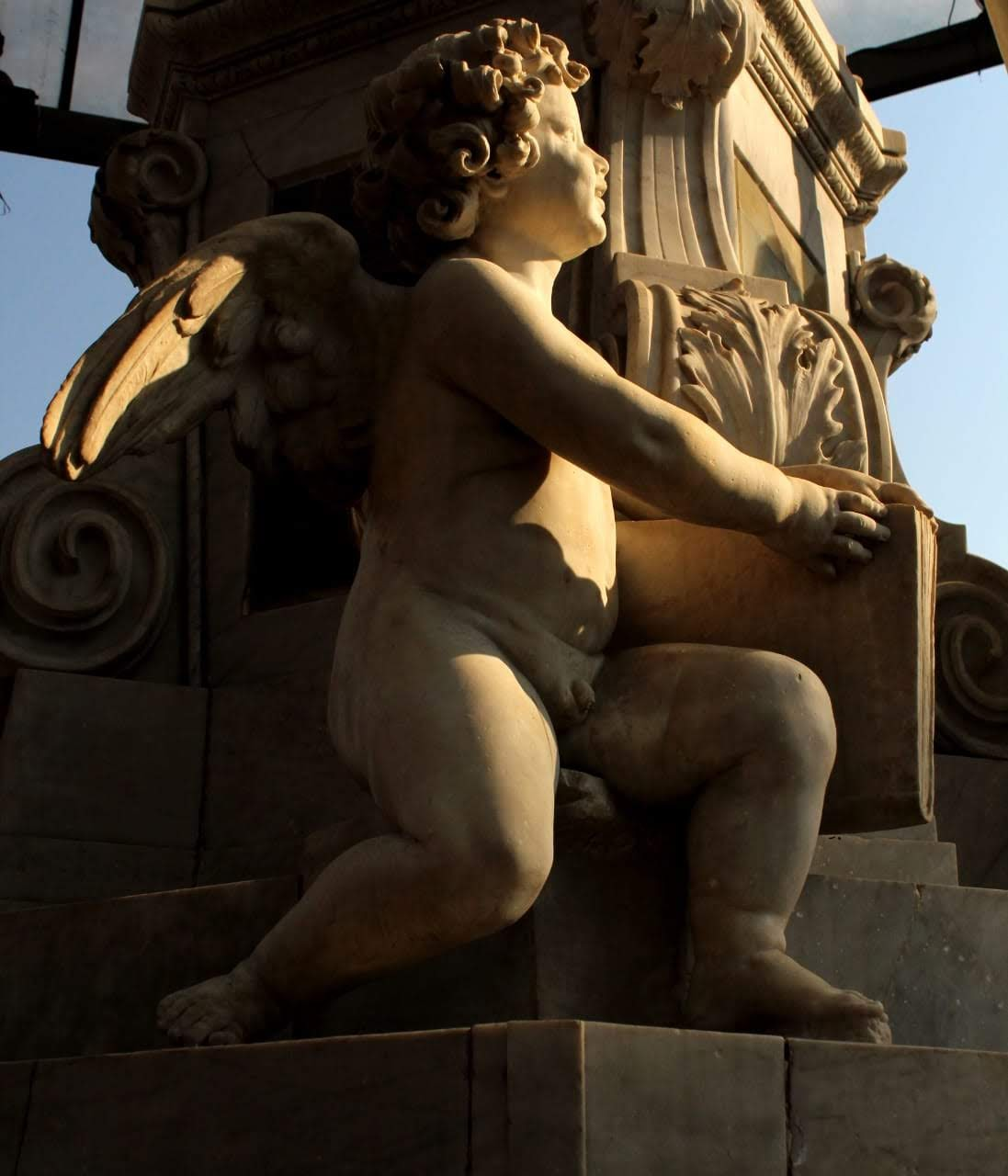
Detalle - Putti
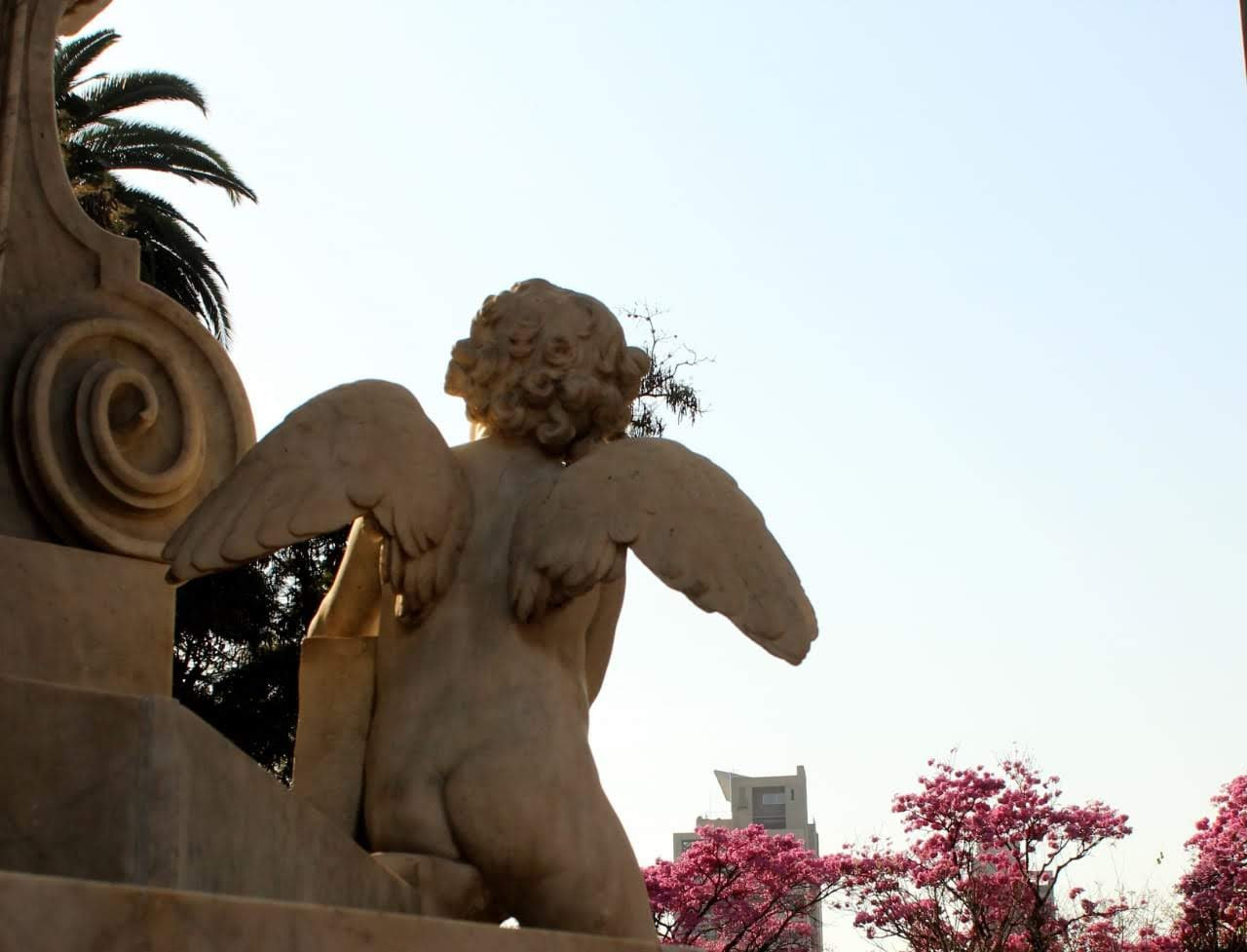
Detalle - Putti